# ᇺ
ᇺ(표준어: 기역니은, 문화어: 기윽니은)은 한글 낱자 ㄱ과 ㄴ을 겹쳐 놓은 것이다. 종성에서 에스페란토의 gn 발음을 나타내는 데 쓰였다. 하지만 현재는 쓰이지 않는다.

## 코드 값
| 종류                  | 종류           | 글자   | 유니코드 | HTML     |
| --------------------- | -------------- | ------ | -------- | -------- |
| 한글 호환 자모        | 한글 호환 자모 | (없음) | (없음)   | (없음)   |
| 한글 자모 영역        | 첫소리         | (없음) | (없음)   | (없음)   |
| 한글 자모 영역        | 끝소리         | ᅟᅠᅟᅠᇺ   | U+11FA   | &#4602;  |
| 한양 사용자 정의 영역 | 첫소리         | (없음) | (없음)   | (없음)   |
| 한양 사용자 정의 영역 | 끝소리         |     | U+F86D   | &#63597; |
| 반각                  | 반각           | (없음) | (없음)   | (없음)   |